# Pinzolo
Pinzolo är en ort och kommun i provinsen Trento i regionen Trentino-Sydtyrolen i Italien. Kommunen hade 3 048 invånare (2018).